# Jílovské pásmo
Jílovské pásmo je přibližně 65 kilometrů dlouhý pruh hornin táhnoucí se středními Čechami od Jílového u Prahy k Mirovicím. Je tvořen magmatickými horninami, které vznikly v proterozoickém vulkanickém oblouku (davelský vulkanický komplex) během kadomského vrásnění a následně byly během variského vrásnění přeměněny různou intenzitou až do amfibolitové facie. Nachází se v něm ložiska zlata spjatá s intruzí středočeského plutonického komplexu.